# Exastichus odontos
Exastichus odontos är en stekelart som beskrevs av Lasalle 1994. Exastichus odontos ingår i släktet Exastichus och familjen finglanssteklar. Inga underarter finns listade i Catalogue of Life.